# Cuatro Continentes (esculturas)
Cuatro Continentes (en inglés, Four Continents) es el nombre colectivo de cuatro esculturas de Daniel Chester French, instaladas fuera de la Alexander Hamilton U.S. Custom House en Bowling Green en Manhattan (Estados Unidos). French realizó los encargos con el socio Adolph A. Weinman.

## Descripción e historia
La obra fue hecha de mármol y esculpida por los hermanos Piccirilli, y cada grupo escultórico costó 13 500 dólares. De este a oeste, las estatuas representan personificaciones más grandes que el tamaño natural de Asia, América, Europa y África. Las figuras principales eran femeninas, pero también había figuras humanas auxiliares que flanqueaban cada figura principal. Además, la figura de Asia estaba emparejada con un tigre y la figura de África estaba emparejada con un león.

## Galería

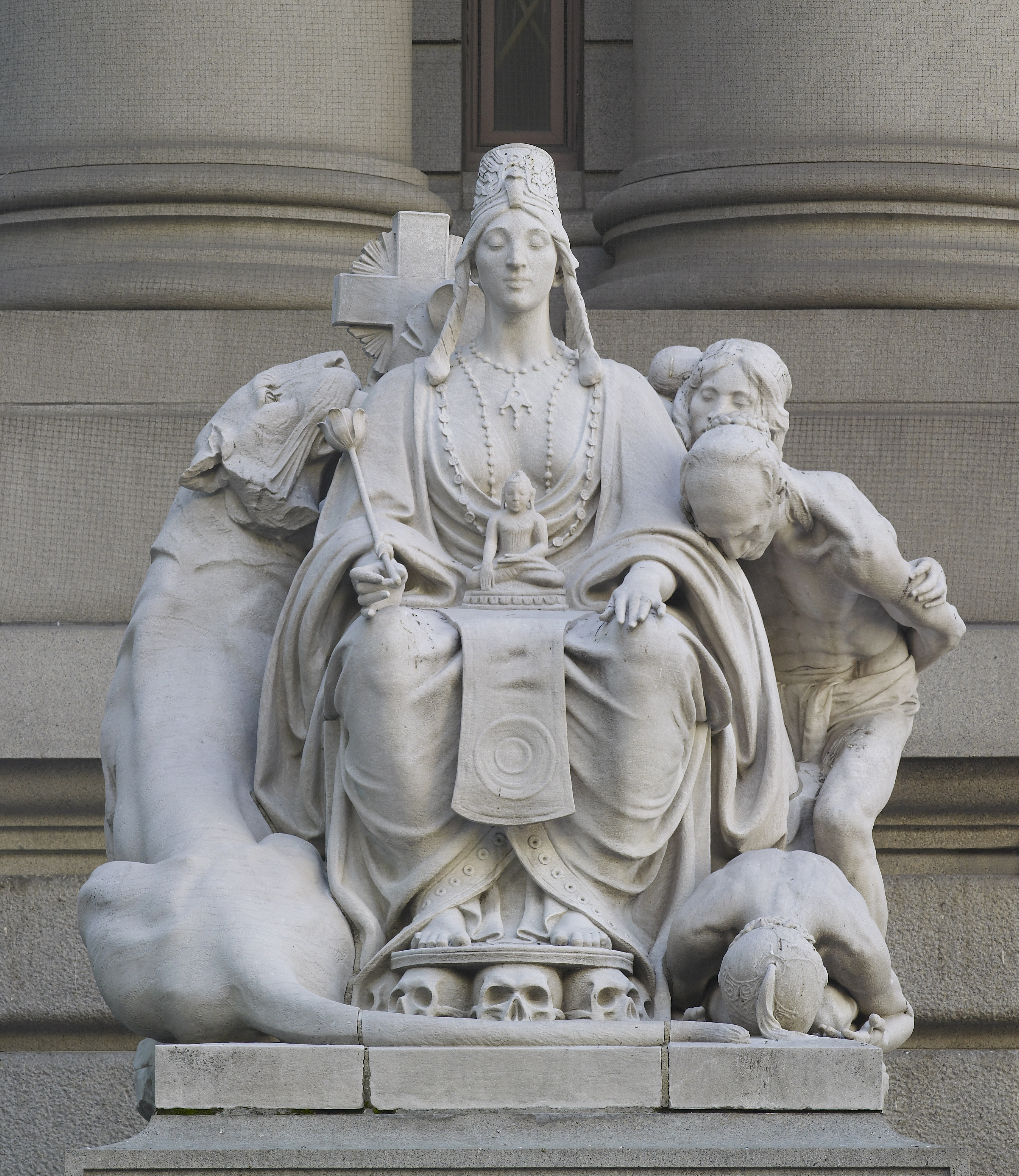
Asia
America
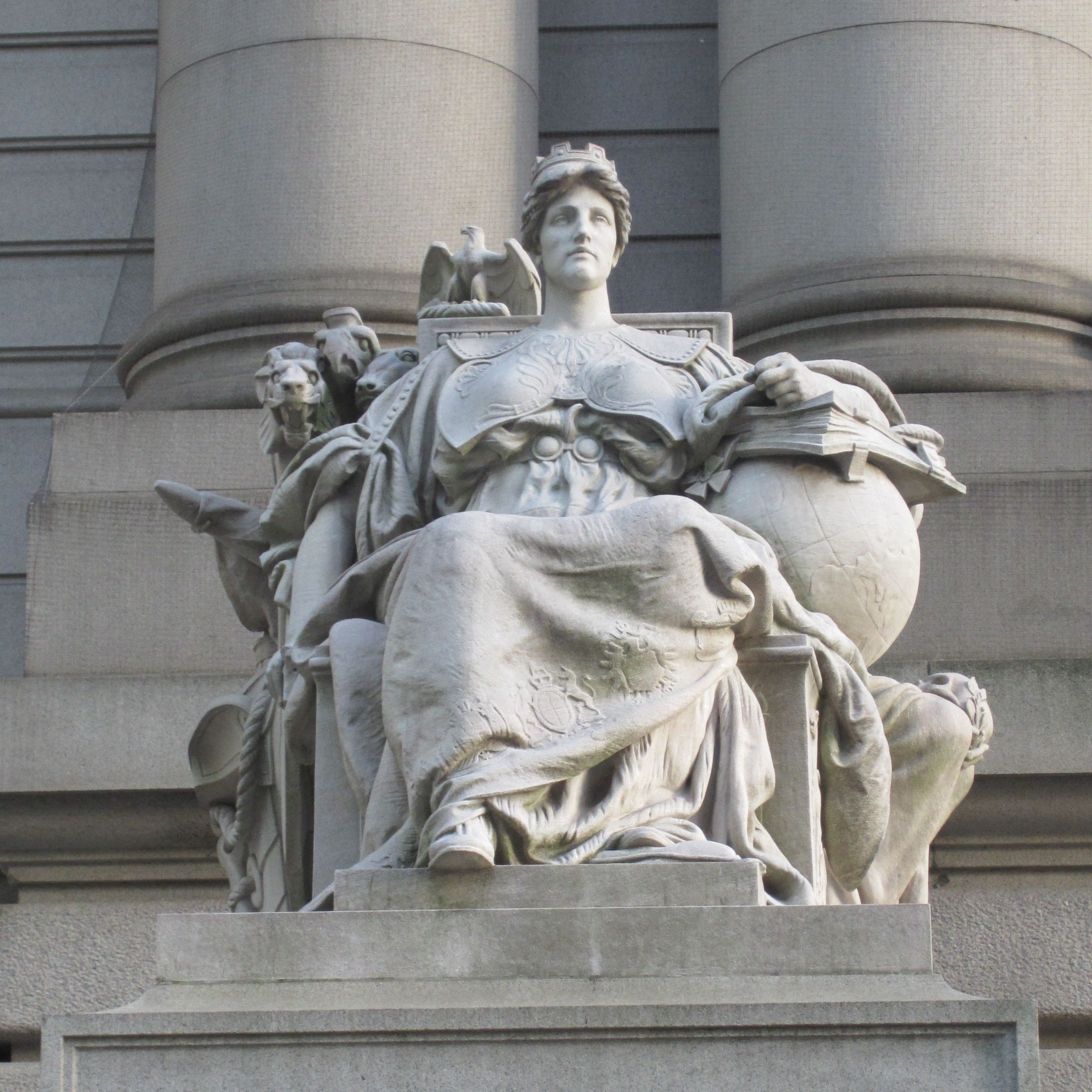
Europa
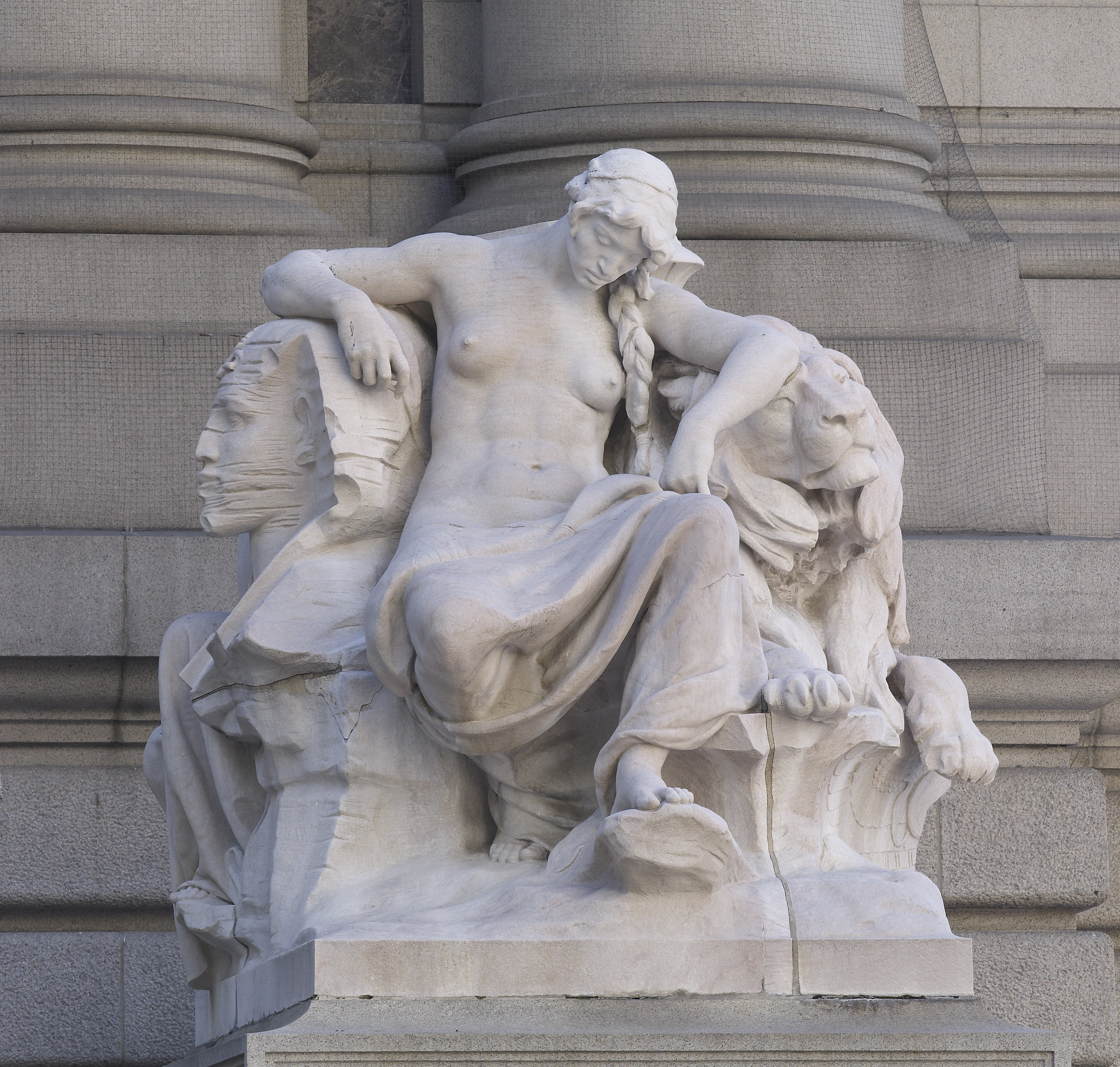
África